# Issam Hamel
Pour les articles homonymes, voir Hamel.

a Compétitions nationales et continentales officielles uniquement.

b Matchs officiels uniquement.
Dernière mise à jour le 9 juillet 2025.
Issam Hamel (en arabe : عصام هامل), né le 18 juin 1997 à Lyon (Rhône), est un joueur international algérien de rugby à XV qui joue au poste de talonneur.

## Biographie

### Carrière en club
Issam Hamel né le 18 juin 1997 à Lyon en France. Il grandit à Pont-de-Chéruy en Isère, là où il touche ses premiers ballons. Il est formé au sein du CS Bourgoin-Jallieu, qu'il a intégré en Cadets. Alors qu'il évolue avec les espoirs du club, le 27 janvier 2017 il fait ses débuts en professionnel avec son club formateur, lors du match de Pro D2 face au SU Agen. À l'issue de la saison 2016-2017, Bourgoin subit une descente en Fédérale 1. Après trois matchs disputés en Pro D2, il intègre l'équipe première en Fédérale 1 pour la saison 2017-2018. Auteur d'une bonne première saison avec le groupe fanion berjallien, Issam Hamel rejoint le Racing 92 avec qui il signe pour trois saisons.
Au Racing 92, il évolue pendant deux ans essentiellement avec les Espoirs. Ils joue son premier match de Top 14 lors de la première journée de la saison 2019-2020, face à l'Aviron bayonnais,. Il joue un total de deux matchs de Top 14 cette saison là, mais n'a pas le temps de jeu qu'il espérait avec les pros. Il est en effet barré dans l'effectif racingman par les talonneurs confirmés que sont Camille Chat, Teddy Baubigny et Kevin Le Guen. Alors qu'il lui reste encore un an de contrat avec le Racing, Xavier Péméja l'appelle pour lui présenter le projet du club de Nevers. Comme les deux clubs s'entendent bien, que ce soit les entraîneurs ou les présidents, le Racing accepte de le libérer de sa dernière année de contrat.
Le 1er juillet 2020, il signe à l'USON Nevers en Pro D2 pour trouver le temps de jeu qu’il n’avait pas en Top 14. Le talonneur alors âgé de 23 ans déclare vouloir passer un cap,. Pour sa première saison au club, il joue vingt-sept matchs et inscrit sept essais, il franchit plusieurs paliers notamment en conquête et s'impose dans l'effectif neversois. Lors de l'exercice 2021-2022, il est l'une des attractions de la saison avec onze essais inscrits,. Le 10 février 2022, devenu un indiscutable de l'équipe, il signe une prolongation de contrat de deux années supplémentaires,. Le 19 mai 2022, il joue à 24 ans le premier match de phases finales de sa carrière au stade du Pré Fleuri, face à US Carcassonne en barrage de Pro D2.
En janvier 2023, il s'engage pour deux ans avec le club du CA Brive pour les saisons 2023-2024 et 2024-2025. Il n'est pas conservé au terme de son contrat,.

### Carrière internationale
Issam Hamel a honoré sa première cape internationale en équipe d'Algérie le 20 décembre 2017 contre l'équipe de Tunisie lors du Tri-nations maghrébin au Stade municipal d'Oujda au Maroc. Victoire des algériens 36 à 13.
Le 20 octobre 2018, il est de nouveau appelé en sélection pour participer à la finale de la Rugby Africa Silver Cup contre l'équipe de Zambie, à Mufulira en Zambie. L'Algérie remporte la finale 31 à 0, ce qui lui permet d'accéder à la Rugby Africa Gold Cup l'année suivante.
L'édition 2019-2020 de la Rugby Africa Cup est finalement annulée en raison de la pandémie de Covid-19.
Il est rappelé à l'intersaison 2022 par la sélection algérienne afin de disputer la phase finale de la Coupe d'Afrique, faisant office de tournoi qualificatif de la zone Afrique pour la Coupe du monde 2023. Il est titulaire, le 2 juillet 2022 contre le Sénégal pour le premier match des phases finales de la Coupe d'Afrique, à Aix-en-Provence en France, victoire de l'Algérie 35 à 12. Il est de nouveau titulaire et inscrit son premier et deuxième essai international lors de la demi-finale contre le Kenya le 6 juillet 2022, défaite 36 à 33,,. Le 10 juillet contre le Zimbabwe pour le match pour la troisième place, il rentre à la 58e minute minute de jeu à la place de Mehdi Boundjema, victoire 20 à 12,. Pour sa première participation à la Coupe d'Afrique, l'Algérie termine troisième.

## Palmarès
- Vainqueur de la Rugby Africa Silver Cup en 2018 avec l'équipe d'Algérie.

## Statistiques internationales
Issam Hamel compte 7 cape en équipe d'Algérie depuis 2017, il a inscrit deux essais, dix points.
- Sélections par année : 2 en 2017, 1 en 2018, 3 en 2022 et 1 en 2025.